# Powerpuff Girls
Powerpuff Girls ist eine Cartoonserie des US-amerikanischen Zeichners Craig McCracken, die von Cartoon Network erstausgestrahlt wurde und in den USA im Jahr 1998 debütierte. Die Serie handelt von drei kleinen Mädchen, die es sich, obwohl sie erst in den Kindergarten gehen, zur Lebensaufgabe gemacht haben, als Superheldinnen ihre Heimatstadt Townsville vor Monstern und Bösewichten zu beschützen. Die Serie ist für ihren eigenwilligen Zeichenstil bekannt, der zahlreiche, nachfolgende Cartoonserien wie zum Beispiel Samurai Jack inspirierte.
Es gibt inzwischen auch eine Anime-Umsetzung der Serie von Toei Animation aus dem Jahr 2006, sowie ein Reboot, welches am 4. April 2016 in den USA debütierte.

## Handlung
Ausnahmslos jede Episode wird von einem Erzähler mit folgenden Worten eingeleitet: „Süß wie Zucker, scharf wie Pfeffer und bunt wie lauter schöne Sachen. So waren die Zutaten, aus denen die perfekten kleinen Mädchen hergestellt werden sollten. Aber Professor Utonium fügte dem Gebräu aus Versehen noch etwas anderes hinzu: die Chemikalie X!“. Diese Intro-Sequenz der Serie hat sich über die Jahre nicht geändert und gibt die wesentlichen Informationen zur Rahmenhandlung wieder. Der geniale, aber unverheiratete Wissenschaftler Professor Utonium wünscht sich sehnlichst Kinder. In seinem Labor versucht er schließlich, die „perfekten kleinen Mädchen“ herzustellen. Sein Laborschimpanse Mojo Jojo aber schubst ihn und der Professor verschüttet eine unbekannte Chemikalie in die Tinktur. Es folgt eine gewaltige Explosion, nach welcher drei kleine Mädchen über der zerstörten Anrichte schweben: Blossom, Bubbles und Buttercup.
Die Mädchen besitzen Superkräfte und können sogar fliegen. Der Professor übernimmt die Rolle eines Ziehvaters und bringt den Mädchen Anstand, Sitte und Moral bei. Sie kommen in dem städtischen Kindergarten unter, in späteren Staffeln gehen sie in die Grundschule. Die Mädchen ihrerseits beschließen, ihre Kräfte dazu zu nutzen, ihre Stadt nebst Umgebung vor den ständigen Attacken durch Monster und vor diversen Bösewichten zu beschützen. Dabei machen sie sich nicht nur beliebt, sondern freilich auch einige Feinde, darunter einfache Kriminelle wie die Gangreen Gang wie auch übernatürliche Humanoide wie Er. Jede Folge folgt dabei einem ähnlich aufgebauten Schema: ein Problem tritt auf (meist geschieht ein Verbrechen oder ein Monster marodiert durch die Stadt) und die Powerpuff Girls müssen eine adäquate Lösung finden. Nebenher wird aber auch das Privat- und Alltagsleben der Heldinnen und ihrer Mitmenschen beleuchtet. Gelegentlich sind gar die Mädchen selbst der Auslöser für ein Problem, meist durch unbedachtes Verhalten oder durch Selbstüberschätzung.
Jede Episode endet mit dem Erzähler aus dem Intro mit den Worten: „Und so ist wieder einmal der Tag gerettet. Und das verdanken wir: den Powerpuff Girls!“. Ausnahmen bilden Spezialfolgen, die aufgrund ihrer inhaltlichen Länge in zwei oder mehr Fortsetzungen aufgeteilt wurden. Eine weitere Ausnahme bildet die Episode Telefonitis, in der ausgerechnet die Bösewichte Mojo Jojo, Fuzzy Lumpkins und Er den Tag retten und deshalb im Outro erscheinen.

## Handlungsorte
Hauptort des Geschehens ist durchweg die Stadt Townsville. Ihr Name ist ein Wortspiel aus dem Englischen Town für „Stadt“, und dem Französischen Ville, was ebenfalls „Stadt“ bedeutet. Möglicherweise diente die real existierende Großstadt Townsville City in Australien als Namensinspiration. Auch das Townsville der Serie ist eine typische Großstadt mit mehreren Vierteln, Vororten und Verwaltungsbezirken. Des Weiteren unterhält die Stadt einen eigenen Hafen, ein Polizei-Hauptquartier, mehrere Büchereien, mehrere Museen und große Einkaufszentren. Es gibt mehrere Grundschulen sowie eine High School. Außerdem gibt es ein modernes und weitreichendes U-Bahn-Netz. Wie viele Einwohner die Stadt wirklich hat, wird nie spezifiziert. Als Großstadt gilt eine Stadt für gewöhnlich dann, wenn sie mindestens 100.000 Einwohner hat. Townsvilles Erscheinungsbild und Architektur sind New York City nachempfunden. Die Stadt wird demokratisch geführt, an der Spitze der Verwaltung steht der Bürgermeister, der alljährlich demokratisch gewählt wird. Gemäß der Hintergrundgeschichte der Serie ist die Stadt weltweit berühmt für ihre Monsterattacken, die Powerpuff Girls und für ihren inkompetenten Bürgermeister. Irrigerweise wird ausgerechnet er dennoch fast jedes Jahr wiedergewählt. Im Folgenden eine Auswahl der wichtigsten Handlungsorte innerhalb der Stadt:
- Prof. Utoniums Haus: hier wohnen und leben Professor Utonium und die Powerpuff Girls. Die genaue Anschrift wird nie verraten, das Haus liegt aber in einem ruhigen und sauberen Vorort. Im Keller des Hauses befindet sich das Arbeitslabor des Professors.
- Pokey Oaks Kindergarten: einer der städtischen Kindergärten von Townsville. Hier kommen die Powerpuff Girls unter. Klassenbetreuerin ist Mrs. Keane. Der Kindergarten ist nicht selten Schauplatz von Monsterangriffen, bei denen die Kinder in große Gefahr geraten. Zum Glück werden sie dank Mrs. Keanes Kompetenz und den Superkräften der Powerpuff Girls jedes Mal erfolgreich gerettet.
- Townsville Park: ist der Stadtpark von Townsville. Er liegt genau im Zentrum der Stadt und ist als Ausflugsziel sehr beliebt. Im westlichen Zentrum des Parks befindet sich ein inaktiver Vulkan, nahe seiner Spitze liegt ein aufgegebenes Planetarium, das nun von dem Bösewicht Mojo Jojo als Heim und Hauptbasis genutzt wird.
- Townsville Hall: ist das städtische Rathaus, in dem der Bürgermeister residiert. Das Gebäude ist im empirischen Stil erbaut und hat eine große Kuppel als Dach. Gestaltungsvorbild war die Low Library der Columbia University in Manhattan. Das Rathaus ist oft Ziel von Raubüberfällen, Monsterattacken und/oder Vandalismus. Im Hauptbüro des Bürgermeisters steht das Powerpuff-Telefon, mit dem der Bürgermeister die Mädchen anruft, wenn es mal wieder Probleme gibt. Leider wird es oft dazu missbraucht, die Mädchen auch bei „Problemen“ zu rufen, die eigentlich mühelos selbsttätig gelöst werden könnten.
- Little Tokyo: eines der wenigen Stadtviertel, das beim Namen genannt wird. Little Tokyos Architektur ist der Metropole von Tokio nachempfunden. Die Anwohner sind in der Tat fast ausnahmslos japanischer Herkunft. Das Stadtviertel wird bezeichnenderweise bevorzugt von Monstern attackiert, die ihrerseits gestalterisch an Monster wie Godzilla, japanische Drachen oder Yōkai angelehnt sind.
- Townsville Forest: ein weitreichender, dichter und üppiger Wald, der die Stadt umgibt. Am Waldrand lebt der einsiedlerische und bildungsferne Bösewicht Fuzzy Lumpkins.
- Citiesville: eine benachbarte Großstadt, ähnlich wie Townsville. Im Gegensatz zu Townsville ist diese Stadt sehr friedlich und der Bürgermeister ist kompetent und zurückhaltend.

## Charaktere

### Protagonisten (Menschen)
- Blossom: Sie ist die Anführerin der Powerpuff Girls. Sie hat hüftlanges, orange-rotes und glattes Haar, das sie mit einer roten Schleife zu einem einfachen Pony zusammengebunden hat. Sie hat pinkfarbene Augen, trägt ein pinkfarbenes Kleid und schwarze Mary-Janes-Schuhe. Blossom ist ausgeglichen, wissbegierig und ein wenig rechthaberisch. Sie bevorzugt strategisch durchdachte Aktionen und verabscheut Unordnung und Widerworte. Ihre spezielle Fähigkeit ist der Eisatem.
- Bubbles (Bubbs): Bubbles ist der kindliche Optimist der Drei. Sie hat hüftlanges, hellblondes und glattes Haar, das sie zu zwei einfachen, seitlichen Zöpfen zusammengebunden hat. Sie hat himmelblaue Augen und sie trägt ein himmelblaues Kleid nebst schwarzen Mary-Janes-Schuhen. Bubbles liebt alles, was niedlich ist, sie ist sehr sensibel und spricht alle Sprachen der Welt, einschließlich verschiedener Tiersprachen. Sie übernimmt oft die Rolle der Friedensstifterin und Trösterin, auch außerhalb ihrer Gruppe. Ihr Spitzname „Bubbs“ taucht erst in späteren Folgen auf.
- Buttercup: Buttercup ist die burschikose Rabaukin der Gruppe. Sie hat kinnlange, schwarze und glatte Haare im Bubikopf-Stil und giftgrüne Augen. Sie trägt passend dazu ein giftgrünes Kleid und schwarze Mary-Janes-Schuhe. Sie liebt Kampfsportarten, Schlägereien und sie nimmt kein Blatt vor den Mund. Buttercup ist die physisch stärkste der Gruppe und streitet sich oft mit Blossom. Ihre raue bis ungehobelte Ader ist nicht selten Auslöser für brenzelige Lagen und unnötige Konflikte in ihrem Umfeld.

### Nebenfiguren (Menschen)
- Professor Utonium: Der „Vater“ der Powerpuff Girls, der von ihnen (und allen anderen Menschen) meist nur mit „Professor“ angeredet wird. Utonium ist hochgewachsen, schlank und hat schwarze, kurze und glatte Haare. Er trägt fast immer einen weißen, langärmeligen Labormantel und eine weiße Weste mit schwarzer Krawatte. Er trägt zudem eine schwarze Jeanshose und schwarze Halbschuhe. Trotz seiner hohen Intelligenz ist er recht naiv und leichtgläubig. Stets ist der Professor besorgt um das Wohl der Mädchen, um die er sich liebevoll und fürsorglich kümmert.
- Der Bürgermeister: Sein bürgerlicher Name wird nie verraten. Er ist klein, trägt Monokel und Zylinderhut und hat einen kahlen Scheitel. Sein Hinterkopfhaar ist weiß, sein großer Schnauzbart ist ebenfalls weiß. Er kleidet sich in ein dunkel-lavendelfarbenes Jackett, darunter eine weiße Weste mit schwarzen Knöpfen und eine beige-schwarz längsgestreifte Hose. Er trägt stets eine weiße Schärpe mit der Aufschrift „Mayor“ (englisch für „Bürgermeister“) um den Bauch. Der Bürgermeister ist erschreckend infantil und inkompetent: sobald es nur das geringste Problem gibt, greift er sofort zum Telefon, um die Mädchen anzurufen. Oder seine Sekretärin, Miss Bellum, muss ihm zu Hilfe eilen. Der Bürgermeister hat eine extreme Vorliebe für eingelegte Gurken, ein prägender Running Gag der Serie.
- Miss Sara Bellum: Sie ist die Sekretärin des Bürgermeisters und die heimliche Autorität in dessen Amt. Miss Bellum ist hochgewachsen, schlank und von ausgefallener Schönheit mit reichlich Sexappeal. Sie hat fülliges, stark gelocktes und ausladendes, orange-rotes Haar. Ein prägender Running Gag an ihr ist, dass der Zuschauer so gut wie nie ihr Gesicht zu sehen bekommt: entweder ragt es aus dem Bildausschnitt, oder wird von diversen Objekten (wie zum Beispiel Luftballons) verdeckt. Nur in der Folge Alle Macht den Powerpuff Girls! ist es für den Bruchteil einer Sekunde zu erhaschen. Demnach hat sie einen roten Kussmund und eine feine Stubsnase. Miss Bellum betreut den Bürgermeister, lenkt ihn mehr oder weniger und übernimmt dessen administrativen Aufgaben und Geschäfte. Ohne sie wäre Townsville gewiss längst in Krieg und Chaos versunken.
- Miss Keane: Miss Keane ist schlank, von normaler Statur und sie hat schwarze, schulterlange und glatte Haare. Sie hat blaue Augen und ein gütig wirkendes Gesicht. Sie trägt eine kleine, rote Jacke über einem gelben Hemd, dazu eine braune Damenhose und rote Halbschuhe. Miss Keane ist die Betreuerin des Pokey-Oaks-Kindergartens, später ist sie die Klassenlehrerin der Pokey-Oaks-Grundschule. Sie ist nett, aber streng und regelbewusst. Manchmal übersieht sie bei ihrer Strenge allerdings, wie wichtig die Aufgaben der Mädchen für die Stadt sind.

### Hauptantagonisten
- „Er“: Im Original heißt er H.I.M. (His Infernal Majesty). Er erscheint als hochgewachsener, schmächtig wirkender, korallenroter Humanoide mit großen, dunkelbraunen Krebsscheren als Hände. Er hat ein spitzes Gesicht, kurze, schwarze Haare, einen schwarzen, spitzen Kinnbart und schwarz geschminkte Lippen. Seine Ohren und seine Nase sind spitz und seine Augen sind giftgrün. Er trägt eine ärmellose, dunkelbraune Damenjacke mit ausladenden, pinkfarbenen Rüschen an Kragen und Untersaum (was den Eindruck vermittelt, er trage ein Tütü), darüber einen schwarzen Schnallengürtel. Seine Füße stecken in kniehohen, pechschwarzen Stiefeln mit High Heels. Sein Charakter ist angelehnt an den Anführer der Blaumiesen aus dem Beatles-Film Yellow Submarine. Er ist berühmt für seine Stimme, die sprunghaft und launenabhängig von geziert-singend zu dämonisch-tief wechselt. Er spricht außerdem gerne in Reimversen. Er ist das Böse in Person und er besitzt starke, übersinnliche Kräfte. Hervorzuheben wären: Gestaltwandlung, Totenbeschwörung, Gehirnwäsche, Levitation und Telekinese. Er ist außerdem ein begnadeter Stimmenimitator. Er liebt es, sich am Leid und Unglück der Menschen zu ergötzen, Intrigen zu spinnen und Unschuldige zu hintergehen. Aus diesem Grund wird allgemein angenommen, dass Er eine Persiflage an den Teufel darstellen soll. Ein prägender Running Gag der Serie um ihn ist seine Leidenschaft für Fitness und sein Quietscheentchen „Mr. Quackers“.
- Mojo Jojo: Ist der zweithäufigste Antagonist der Serie. Er hat schwarzes Fell, grüne Haut und stark blutunterlaufene (und deshalb pinkfarbene) Augen. Er trägt einen hohen, weißen Helm, dessen äußere Gestaltung ein wenig an einen Turban erinnert. Seine Kleidung besteht aus einem blauen Anzug mit ausladenden Schulterpolstern und einem weißen Schnallengürtel. Auf seinem Rücken trägt er einen großen, außen schwarzen und innen violetten Umhang. Seine Hände stecken in weißen Handschuhen. Mojo Jojo ist ein mutierter Schimpanse, welcher dereinst Professor Utonium gehörte und in dessen Labor assistierte. Eines Tages aber schubste er den Professor, worauf die Chemikalie X in ein hochempfindliches Gebräu lief und eine Explosion auslöste. Die Explosion erschuf nicht nur die Powerpuff Girls, sondern ließ auch Mojo Jojos Gehirn anschwellen, bis es aus seinem Kopf quoll. Die freigesetzte Energie machte Mojo Jojo überdurchschnittlich intelligent, verlieh ihm die Fähigkeit zur menschlichen Sprache und weckte in ihm den Wunsch nach uneingeschränkter Macht. Er verließ das Labor und richtete sich in einem verlassenen Planetarium am Fuße eines ruhenden Vulkans ein. Seitdem wohnt er dort und schmiedet Welteroberungspläne. Er erfindet und bastelt fortwährend allerlei futuristisches Kriegsgerät, mit dem er dann sogleich die Stadt terrorisiert. Mojo Jojos Markenzeichen ist seine Sprechweise in der 3. Person, sowie sein Hang, einige seiner Sätze oder Satzteile inhaltlich mehrmals zu wiederholen.
- Die Gangreen Gang: Eine Bande bestehend aus fünf Jugendlichen, die allesamt grüne Haut haben. Die Gangreen-Gang ist der dritthäufigste Feind der Powerpuff Girls, auch wenn sie sich meistens mit vergleichsweise kleinen Verbrechen wie Telefonstreichen und Schlägereien zufriedengeben. Der Gangname ist im englischen Original sowohl eine Anspielung auf das englische Wort „Gangrene“ (deutsch: Gangrän) und eine Anspielung auf die grüne Hautfarbe der Teenager. Die Gangmitglieder sind im Einzelnen:
  - Ace D. Copular: ist der Anführer der Bande. Er hat kinnlanges, schwarzes und glattes Haar mit Mittelscheitel und ein schmales, spitzes Gesicht. Er tägt eine Sonnenbrille, eine blau-gelbe Weste über einem schwarzvioletten Hemd und beigefarbene Jeanshosen. Ace ist sehr gerissen und clever, er kann seinen Mitmenschen (besonders Damen) geschickt schmeicheln.
  - Sanford D. Ingleberry, genannt Snake: er ist extrem dünn und er lispelt stark. Er hat schulterlanges, glattes und schwarzes Haar, trägt eine braune Kappe und ein weißes, ärmelloses Hemd. Seine Hose ist beige mit schwarzen Längsstreifen, seine Füße stecken in großen, schwarz-weißen Sneakers.
  - William W. Williams, genannt Big Billy: er ist der körperlich größte und massigste der Gruppe. Big Billy ist groß, rund und sehr stark. Er ist außerdem ein Zyklop (er hat nur ein Auge). Im Gegensatz zu den Anderen hat Big Billy fuchsrotes Haar, unter dem er sein Auge versteckt. Big Billy ist geistig schwerfällig und recht verfressen.
  - Arturo de la Guerra, genannt Lil' Arturo: er ist der kleinste in der Gruppe. Arturo ist wuchtig gebaut und kämmt sein schwarzes, glattes Haar nach vorne, über die Stirn. Er ist mexikanischer Abstammung und recht eitel.
  - Grubber J. Gribberish: Grubber ist der hässlichste und doch mysteriöseste der Gruppe. Er hat einen großen Buckel, ein großes Kinn, stark hervorquellende Augen und seine Zunge hängt ihm ständig aus dem Mund. Er trägt ein violettes T-Shirt und eine zerschlissene braune Hose. Er geht barfuß und spricht fast nie. Stattdessen macht er ständig Furzgeräusche mit der Zunge. Was Grubber so mysteriös macht, ist seine Fähigkeit, seinen Körper so zu verrenken, dass er als hübscher, gepflegter Teenager erscheint und nun perfekt sprechen kann. Er besitzt zudem die Gabe der Stimmenimitation.
- Prinzessin Morbucks: Sie ist im gleichen Alter wie die Powerpuff Girls. Sie hat orangerotes, stark gelocktes und schulterlanges Haar, das sie zu zwei seitlichen, pompon-artigen Zöpfen gebunden hat. Sie ist sommersprossig und trägt meist ein limonengrünes Hemd und einen lavendelfarbenen Faltrock. Zu festlichen Anlässen trägt sie ein gelbes Hemd mit breiter, schwarzer Querbinde und ein goldenes, dreizackiges Diadem mit Rubin vorne dran. Morbucks ist eine reiche und verwöhnte Göre, die in einer Prachtvilla am Stadtrand wohnt. Sie ist unerträglich vorlaut, hochnäsig und sie neigt zu lautem Plärren, wenn sie ihren Willen nicht bekommt. Ihr Vater redet nie mit ihr, sondern drückt ihr als Antwort immer ein Bündel Dollar-Scheine in die Hand. Sie wollte in der Episode Prinzessin Powerpuff ein Powerpuff-Girl werden, doch als diese dankend ablehnten, beschloss sie, ihren Reichtum zu nutzen, um sich an den Powerpuff Girls zu rächen. Ihr Nachname, Morbucks ist ein englisches Wortspiel auf „more bucks“, zu deutsch „mehr Kohle“. Ihr Vorname lautet tatsächlich „Princess“ (deutsch „Prinzessin“), obgleich sie nicht adelig ist. Ihr Charakter ist eine Anspielung auf Angela Zart aus Charlie und die Schokoladenfabrik.
- Fuzzy Lumpkins: er erscheint als anthropomorphes, wuchtig gebautes Wesen mit zotteligem, rosa Fell, grüner Knollennase und dünnen, langen Antennen mit grünen Bommeln. Sein Gesicht ist pfirsichfarben und er hat fast immer Ringe unter seinen Augen. Die Serie lässt offen, was für eine Spezies oder Rasse er darstellen soll. Er kleidet sich in eine dunkelblaue Latzhose und trägt dunkelbraune Halbschuhe. Gelegentlich trägt er einen großen Strohhut. Meistens gammelt er zuhause vor seiner Holzfällerhütte auf der Veranda herum und zupft auf seinem Banjo. Bei seinen gelegentlichen Überfällen ist er mit einer Trompetenflinte bewaffnet. Fuzzy wird als klassischer xenophober, bildungsferner und cholerischer Hinterwäldler porträtiert: wehe dem, der sein Grundstück betritt! Sofort rastet Fuzzy aus und feuert mit seiner Flinte, oder er schwingt sein Banjo wie eine Keule. Wenn er mit den Powerpuff Girls zusammenstößt, dann meistens wegen seiner Banküberfälle oder weil er mal wieder einen Tobsuchtsanfall bekommen hat. In manchen Episoden verbündet er sich kurzzeitig mit Mojo Jojo und Er.

### Nebenantagonisten
- Sedusa: Eine hochgewachsene, schlanke Frau mit reichlich Sexappeal. Sie hat lange, schwarze und schlangengleiche Haare, Sommersprossen und sehr blasse Haut. Sie trägt einen hautengen, ärmellosen und rot-schwarzen Lycraanzug. Mit ihrem verführerischen Aussehen betört sie Männer und manipuliert sie, damit sie ihr hörig sind. Die Strähnen ihrer Mähne kann sie wie Peitschen oder Schlingen einsetzen. Ihr Name ist ein Wortspiel aus dem Englischen Seduction (deutsch „Verführung“) und auf den Namen der Medusa, ihr Schlangenhaar komplettiert die Anspielung. Auch wenn Sedusa selbst keine übersinnlichen Kräfte besitzt, ist sie eine exzellente Kampfsportlerin.
- Die Amoeba-Boys: Drei zu groß geratene, sprechende und mehr oder weniger intelligente Amöben, die gerne erfolgreiche Bösewichte wären, aber harmlos sind. Nur einmal werden sie wirklich zur Bedrohung, als sie in der Episode Gesundheit eine Seuche in Townsville auslösen.
- Die Rowdyruff-Boys: Sie sind sozusagen die bösen „Zwillingsbrüder“ der Powerpuff-Girls, die von Mojo Jojo aus einer „vermännlichten“ Version des Rezepts des Professors hergestellt wurden. Ihre Namen sind Brick, Boomer und Butch. Jeder von ihnen ist eine Art bösartiges Spiegelbild eines Powerpuff-Girls: Brick entspricht Blossom, Boomer entspricht Bubbles und Butch entspricht Buttercup. Sie lieben Randale und hinterlassen überall, wo sie hinkommen, eine Spur der Verwüstung. Die Powerpuff Girls hatten anfänglich große Probleme, mit den Jungen fertigzuwerden. Beim ersten Mal besiegten sie die Rowdyruff-Boys in der Folge Die Rowdyruff Boys, indem sie sie küssten, was die Jungen vor Scham explodieren ließ. „Er“ weckte sie mit stärkeren Kräften wieder auf und machte Küsse bei ihnen unwirksam, dabei machte Er sie noch größer und zäher. Aber sie bekamen in der Folge Der Kampf der Geschlechter eine neue Schwäche: Jedes Mal, wenn sich die Mädchen über sie lustig machten, schrumpften die Rowdyruff Boys wieder ein Stück. Mit ihrer Rückkehr bekamen die drei auch verschiedene Persönlichkeiten:
  - Brick: Der Anführer der Rowdyruff Boys ist der arroganteste und intelligenteste der drei Brüder. Er ist sehr egozentrisch und beleidigt seine Opfer gern. Er macht aus dem Kampf mit den Mädchen eine Art brutales Spiel, bei dem die Powerpuff Girls wie Gegenstände behandelt werden. Beim Hockey beispielsweise verwendet er die Mädchen als Puck. Er macht aus seinen Entscheidungen immer große Ankündigungen, bei denen ihm keiner reinreden darf.
  - Boomer: Da die Charaktereigenschaften der Rowdyruff Boys noch stärker ausgeprägt sind als bei den Powerpuff Girls, ist Boomer noch naiver als Bubbles (er begreift z. B. nicht, was Sarkasmus ist). Er versucht, sich durch Sprachfertigkeit hervorzutun, seine Sprüche und Beleidigungen ergeben aber meistens keinen Sinn. Trotz seiner Naivität ist er genauso brutal wie seine Brüder und in Geschwindigkeit und Stärke steht er ihnen in nichts nach.
  - Butch: Er ist so unglaublich aggressiv, dass er selbst sich kaum unter Kontrolle hat. Jedes Mal, wenn Brick ein Spiel ankündigt, zeigt er dies durch ein regelrecht animalisches Verhalten. Dabei gilt: Je brutaler das Spiel, desto besser gefällt es Butch. Er akzeptiert Bricks Entscheidungen immer und versucht nie, ihn zu hinterfragen.

## Episoden
Bis zur Einstellung der Serie 2005 wurden 78 Episoden in 6 Staffeln fertiggestellt, seit 2016 folgten dann vier weitere Staffeln mit 122 Folgen. Die meisten Folgen bestehen aus je zwei Segmenten von durchschnittlich 10 Minuten Länge, deren Handlung voneinander unabhängig ist. Es existieren jedoch auch Episoden, welche die gesamten 20 Minuten Spielzeit für einen einzigen Handlungsstrang nutzen (Die vierte Staffel besteht nur aus solchen). Gemein ist fast allen Episoden, dass sie (gewöhnlich vom Erzähler) mit den Worten „Die Stadt Townsville“ eröffnet werden. Dies, so wie die des Öfteren variierte Endsequenz gehören zu den Konstanten der Serie. Gleiches gilt für das Weihnachtsspezial der Powerpuff Girls, „Twas the Fight before Christmas“, nebst dem Film die einzige Produktion, die den 20-Minuten-Rahmen überschritten hat.
Ferner existieren zwei Pilot-Folgen, die nicht zu den regulären Episoden dazugezählt werden, und eine „Proto-Folge“. Letztere ist ein Werk McCrackens aus dem Jahre 1992, wo die Mädchen noch den Namen „Whoopass Girls“ oder „Whoopuss Girls - die größten Superhelden-kinder“  nur auf VHS ein 1994, trugen (sinngemäß als „Arschtritt-Mädchen“ zu übersetzen) – ein Name, den Hanna-Barbera als zu anstößig empfand und in den heutigen ändern ließ.

## Ausstrahlung
Weltweit ist die Serie fester Bestandteil im Programm des Senders Cartoon Network. Der 2006 auch in Deutschland gestartete Pay-TV-Sender zeigt die Powerpuff Girls derzeit täglich zu festen Sendezeiten. Der Abonnent kann zwischen der englischen Originalversion und der deutschen Synchronfassung wählen. Im Free TV war die Serie lange Zeit bei Super RTL zu sehen, seit 2005 läuft sie jeweils samstags vormittags innerhalb des Cartoon-Network-Blocks auf kabel eins.

## Film
Neben den zahlreichen Episoden gibt es ebenfalls einen Film über die Powerpuff Girls, der in den Vereinigten Staaten 2002 in den Kinos anlief. Obwohl er im Großen und Ganzen gute Kritiken erhielt, war der Film kommerziell nicht erfolgreich und wurde in vielen Ländern (darunter Deutschland) lediglich auf DVD veröffentlicht.
The Powerpuff Girls Movie ist ein Prequel zur Serie, da er en detail die Geschehnisse rekapituliert, die mit der Erschaffung der Mädchen zusammenhingen und die dazu führten, dass sie ihr Leben der Verbrechensbekämpfung widmeten. Zugleich erzählt er auch die Geschichte von Mojo Jojo, dem Erzfeind der Mädchen, dessen Werdegang aufs engste mit dem der Mädchen verknüpft ist. Unter anderem erfährt das Publikum, dass Mojo im Wesentlichen verantwortlich ist für den Unfall mit der Chemikalie X, der den Powerpuff Girls ihre Superkräfte verlieh und Mojo darüber hinaus zu dem machte, was er ist. Diese Ereignisse waren zuvor nur im Serienvorspann und wenigen Folgen (etwa Mojo Jojo – Der verlorene Sohn) sehr kurz überschlagen worden.
Abgesehen davon wurde im Film ein neues Character Design erprobt, das in den folgenden Staffeln dann auch in der Serie zur Anwendung kamen.

## Zeichenstil
Im Großen und Ganzen lassen sich die Charaktere der Originalserie vom Zeichenstil her in zwei Gruppierungen aufteilen: kantig gezeichnete und rundlich gezeichnete. Während der Bürgermeister und die Powerpuff Girls selbst eindeutig in die Kategorie „rundlich“ fallen, gehören Mojo Jojo und Professor Utonium zu den eher kantigen Charakteren. Einen Zusammenhang mit der Persönlichkeit der Charaktere scheint es nicht zu geben.

## Synchronisation
Die Originalserie wurde bei der Interopa Film in Berlin unter der Dialogregie von Stefan Fredrich vertont.
Das Reboot wird bei der SDI Media Germany, ebenfalls in Berlin, unter der Dialogregie von Susanne Boetius und Ina Gerlach synchronisiert.
| Rolle     | Originalsprecher (1998)     | Originalsprecher (2016) | Deutscher Sprecher (1998) | Deutscher Sprecher (2016) |
| --------- | --------------------------- | ----------------------- | ------------------------- | ------------------------- |
| Blossom   | Cathy Cavadini Grey DeLisle | Amanda Leighton         | Ghadah Al-Akel            | Ghadah Al-Akel            |
| Bubbles   | Tara Strong                 | Kristen Li              | Cathlen Gawlich           | Peggy Pollow              |
| Buttercup | Elizabeth Daily             | Natalie Palamides       | Ilona Brokowski           | Ilona Brokowski           |

Weitere Figuren
| Rolle               | Originalsprecher (1998)                                | Originalsprecher (2016) | Deutscher Sprecher (1998) | Deutscher Sprecher (2016) |
| ------------------- | ------------------------------------------------------ | ----------------------- | ------------------------- | ------------------------- |
| Prof Utonium        | Tom Kane                                               | Tom Kane                | Norbert Langer            | Edwin Gellner             |
| Mojo Jojo           | Roger L. Jackson                                       | Roger L. Jackson        | Michael Pan               | Felix Würgler             |
| Er/Him              | Tom Kane                                               | Tom Kane                | Stefan Gossler            | Stefan Gossler            |
| Fuzzy Lumpkin       | Jim Cummings                                           |                         | Stefan Fredrich           |                           |
| Bossmann            | Chuck McCann                                           |                         | Eberhard Prüter           |                           |
| Der Bürgermeister   | Tom Kenny                                              | Tom Kenny               | Friedrich Georg Beckhaus  | Gerald Schaale            |
| Miss Bellum         | Jennifer Martin Amanda Leighton                        | Amanda Leighton         | Arianne Borbach           | Arianne Borbach           |
| Erzähler            | Tom Kenny                                              | Tom Kenny               | Detlef Bierstedt          | Thomas Schmuckert         |
| Prinzessin Morbucks | Jennifer Hale Maria Bamford Haley Mancini Kelsy Abbott | Haley Mancini           | Anja Rybiczka             | Josephine Schmidt         |

## Auszeichnungen
Powerpuff Girls war mehrmals für den Emmy-Award nominiert und gewann den Preis in der Kategorie Outstanding Individual Achievement In Animation in den Jahren 2000 und 2005.

## DVD-Veröffentlichung
Mittlerweile ist die erste Staffel der Powerpuff Girls in Form von drei einzelnen DVDs erschienen.

## Ableger
Die Geschichte des Anime Demashita! Powerpuff Girls Z unterscheidet sich sehr stark vom Original. Statt City of Townsville ist die beschützte Stadt nun Tokyo City. Professor Utonium ist Erfinder der Chemikalie Z, einer verstärkten Version der Chemikalie X. Durch einen Unfall werden die drei Mädchen Momoko, Miyako und Kaoru durch die Chemikalie Z in Magical Girls verwandelt. Mojo Jojo ist ein ebenfalls durch die Chemikalie Z veränderter Affe aus dem Zoo von Tokyo City. Außerdem sind die Mädchen jetzt keine Schwestern mehr, dafür hat der Professor jetzt einen Sohn namens Ken. Eine weitere Neuerung ist das elektronische Hündchen „Peach“, das auch mit der Chemikalie in Berührung gekommen ist und deshalb sprechen kann und mit den Mädchen in Verbindung steht.
Der erste Vorspann wurde von Nana Kitade gesungen.